# Amicus curiae

Un amicus curiae (literal: prieten al curții; plural: amici curiae) este cineva care nu este parte la un dosar judecat în instanță, dar oferă informații legate de acest caz, nefiind însă solicitat de vreuna dintre părți pentru asistență în instanță. Termenul încetățenit în limbajul juridic românesc pentru noțiunea de "amicus curiae" este acela de intervenient, procedura fiind reglementată de articolul 65 și următoarele din codul de procedură civilă din 2010 al României.
Acest lucru poate lua forma unei opinii juridice sau a unui raport (amicus brief) și reprezintă o modalitate oferită intervieventului de a-și aduce in discuție preocupările prin care se garantează faptul că efectele juridice eventual generale ale unei hotărâri judecătorești nu vor depinde doar de părțile direct implicate în dosar. Decizia de a admite informațiile se află la discreția instanței de judecată.